# Riquilda de Barcelona
Riquilda de Barcelona fue vizcondesa de Barcelona por matrimonio con Udalardo I de Barcelona.
Hija del conde Borrell II y Lutgarda de Tolosa, se casó con Udalardo I de Barcelona, con el que tuvo dos hijos: Bernardo I, que fue vizconde de Barcelona y Guislaberto, que fue obispo de Barcelona. También fue hermana de Ramón Borrell, conde de Barcelona, Gerona y Osona, por lo que se convirtió en cuñada de Ermesenda de Carcasona tras el matrimonio con su hermano.
En 1006, compró a su marido el castillo de Freixe, donde vivió desde el 1014 cuando quedó viuda, y vivió hasta el 1017, cuando se trasladó al palacio Condal de Barcelona de manera temporal para visitar a su hermano, gravemente herido, pero acabó instalándose definitivamente hasta el 11 de octubre del 1023, cuando ella y su cuñada y condesa de Barcelona, Girona y Osona quedaron resignadas a vivir en Gerona y se trasladaron a la Torre Gironella, donde murió.